# Ekulizumab
Ekulizumab (ATC L04 AJ01, nazwa handlowa Soliris) – lek będący przeciwciałem monoklonalnym skierowanym przeciw składowej C5 dopełniacza.

## Mechanizm działania
Ekulizumab jest inhibitorem końcowego etapu aktywacji dopełniacza i przeciwdziała wywoływanej przez niego lizie komórek. Swoje lecznicze działanie wywiera przez łączenie się ze składową C5 dopełniacza, hamując
w ten sposób jego rozkład na C5a i C5b i zapobiegając wytwarzaniu końcowego kompleksu C5b-9.

## Wskazania
Wykazano, że ekulizumab jest skuteczny w leczeniu napadowej nocnej hemoglobinurii (PNH). W 2007 r. został zatwierdzony w tym wskazaniu przez FDA i EMEA. Jest również lekiem zaaprobowanym do leczenia w atypowym zespole hemolityczno-mocznicowym (aHUS). W czerwcu 2019 roku FDA zaaprobowała ekulizumab jako lek stosowany u chorych z zespołem Devica (NMO).

## Przeciwwskazania
- niewyleczone zakażenie dwoinką zapalenia opon mózgowo-rdzeniowych
- brak aktualnego szczepienia przeciwko dwoince zapalenia opon mózgowo-rdzeniowych
- rozpoznane lub podejrzewane dziedziczne niedobory dopełniacza

## Dawkowanie
Wyłącznie w specjalistycznym leczeniu szpitalnym. Lek podawany jest we wlewie kroplowym.